# 吴作民
吴作民（1905年2月13日—1984年2月4日），又名吴振汉，男，江苏东台人，中华人民共和国政治人物，曾任云南省人民委员会副省长，云南省人民检察院代理检察长、党组书记，云南省人大常委会副主任，第三届全国人大代表。